# Julija Barałej
Julija Barałej (ukr. Юлія Баралей, ur. 25 kwietnia 1990) – ukraińska lekkoatletka specjalizująca się w biegu na 400 metrów.
Na początku kariery międzynarodowej została w 2007 mistrzynią świata juniorek młodszych. Rok później na mistrzostwach świata juniorów indywidualnie zajęła piąte miejsce, a wraz z koleżankami z reprezentacyjnej sztafety 4 x 400 metrów sięgnęła po srebrny medal. Startowała w juniorskim czempionacie Starego Kontynentu w Nowym Sadzie (2009) – wygrała wówczas bieg na 400 metrów oraz zdobyła złoto w sztafecie 4 x 400 metrów – Ukrainki straciły jednak ten medal po złapaniu na dopingu Olhy Zemlak. Barałej była członkinią reprezentacji Ukrainy na mistrzostwach świata w 2009 – wystartowała w tych zawodach w biegu rozstawnym 4 x 400 metrów. Uczestniczka drużynowych mistrzostw Europy, złota medalistka mistrzostw Ukrainy w kategoriach kadetek, juniorek oraz seniorek. 
Rekordy życiowe w biegu na 400 metrów: stadion – 52,34 (17 maja 2013, Jałta); hala – 53,85 (15 lutego 2009, Karlsruhe). 

## Osiągnięcia
| Rok  | Impreza                                 | Miejsce   | Konkurencja        | Pozycja           | Wynik   |
| ---- | --------------------------------------- | --------- | ------------------ | ----------------- | ------- |
| 2007 | Mistrzostwa świata juniorów młodszych   | Ostrawa   | bieg na 400 m      | 1. miejsce        | 53,57   |
| 2007 | Mistrzostwa świata juniorów młodszych   | Ostrawa   | sztafeta szwedzka  | el. – 9. miejsce  | 2:11,79 |
| 2008 | Mistrzostwa świata juniorów             | Bydgoszcz | bieg na 400 m      | 5. miejsce        | 53,18   |
| 2008 | Mistrzostwa świata juniorów             | Bydgoszcz | sztafeta 4 x 400 m | 2. miejsce        | 3:34,20 |
| 2009 | Superliga drużynowych mistrzostw Europy | Leiria    | sztafeta 4 x 400 m | 6. miejsce        | 3:30,73 |
| 2009 | Mistrzostwa Europy juniorów             | Nowy Sad  | bieg na 400 m      | 1. miejsce        | 52,80   |
| 2009 | Mistrzostwa świata                      | Berlin    | sztafeta 4 x 400 m | el. – 10. miejsce | 3:30,76 |
| 2010 | Mistrzostwa Europy policji              | Donieck   | bieg na 400 m      | 3. miejsce        | 54,75   |
| 2010 | Mistrzostwa Europy policji              | Donieck   | bieg na 200 m      | 2. miejsce        | 24,94   |
| 2010 | Mistrzostwa Europy policji              | Donieck   | sztafeta szwedzka  | 1. miejsce        | 2:07,78 |